# معركة كلافيخو

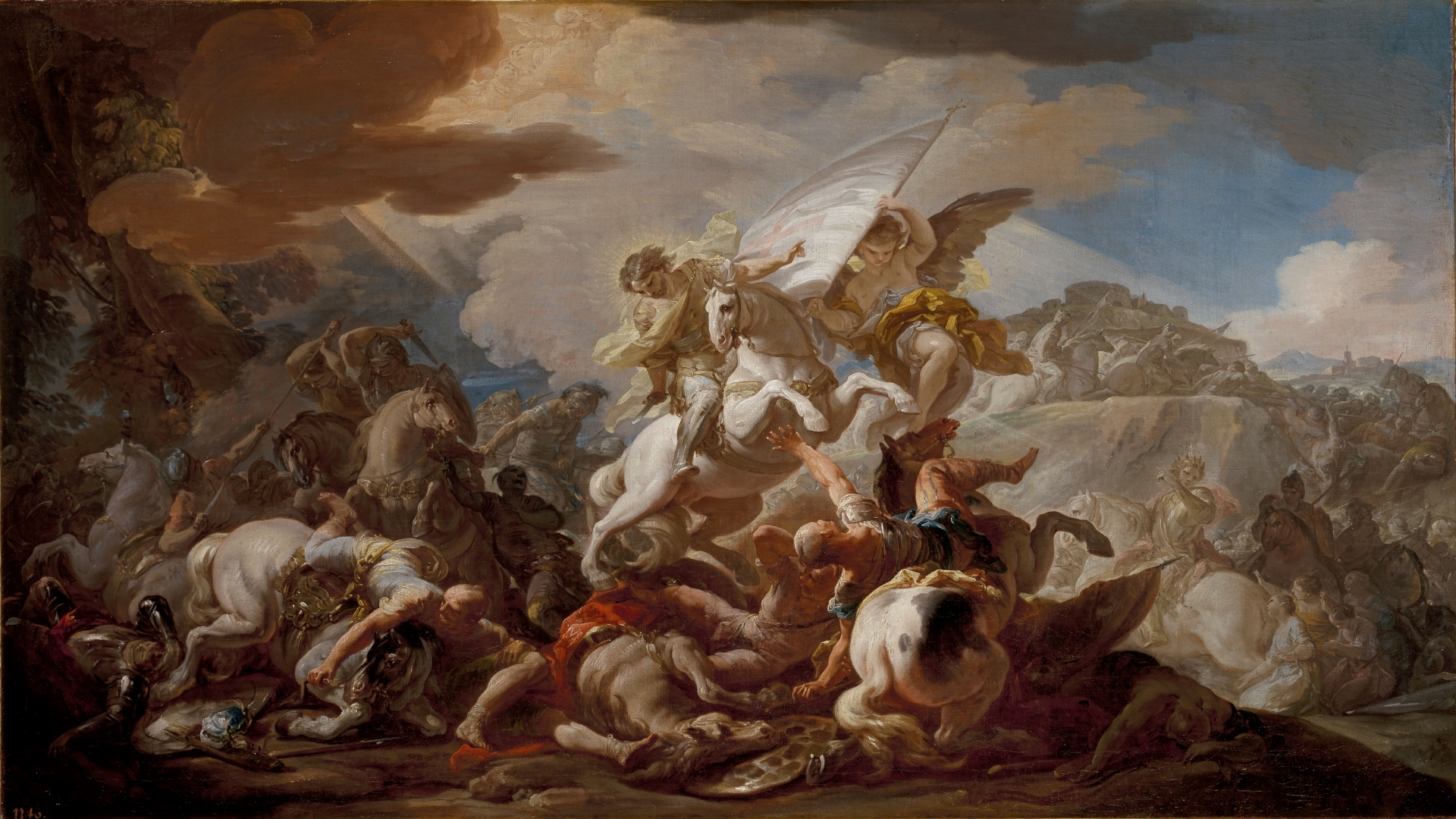

معركة كلافيخو هي معركة وهمية لم تحدث أبدا، لكنها كانت مصدقة لعقود بل وأصبحت موضوع مشهور من مواضيع التراث الإسباني حول طرد المسيحيين للمسلمين من الأندلس. أخترعت القصص حول هذه المعركة شخصيات خيالية غير موجودة على أرض الواقع مثل أن المسيحيين الإسبان تمت قيادتهم بواسطة راميرو الأول من أستورياس، مقابل قيادة أمير قرطبة للمسلمين وأخذت القصة الخيالية تدعي أن هؤلاء الجهتين تقابلتا في منطقة تسمى كلافيجو.

## معرض صور

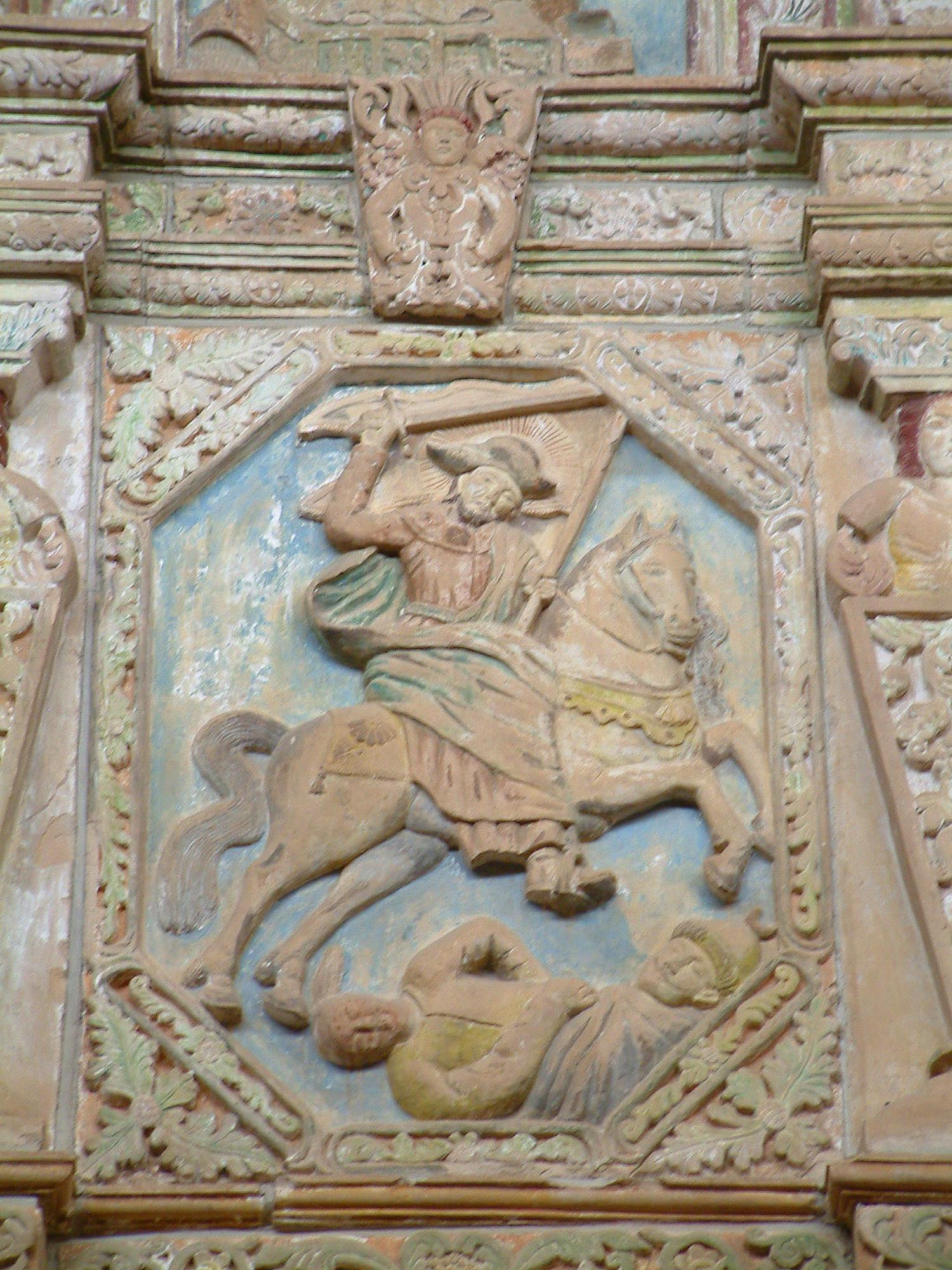
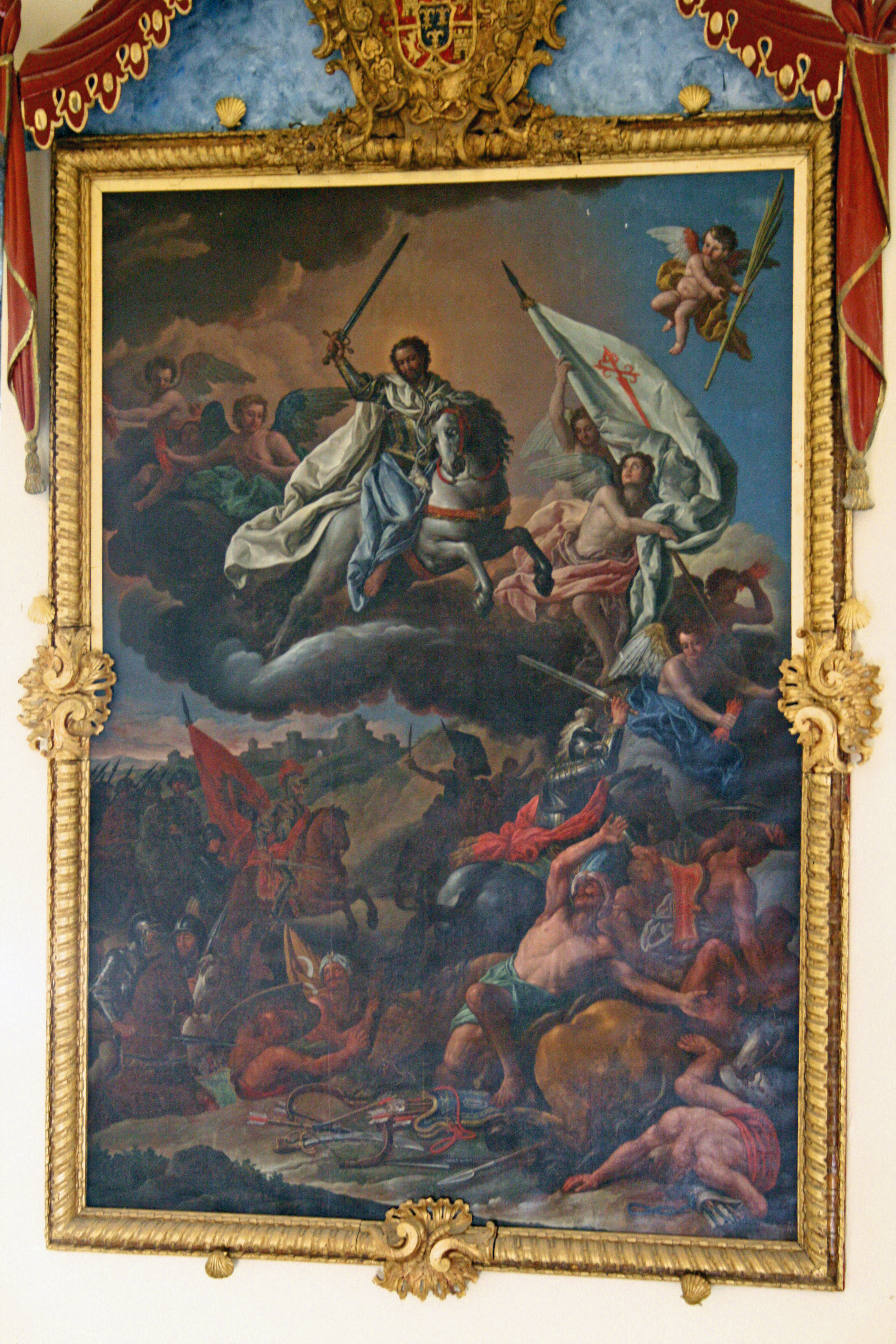
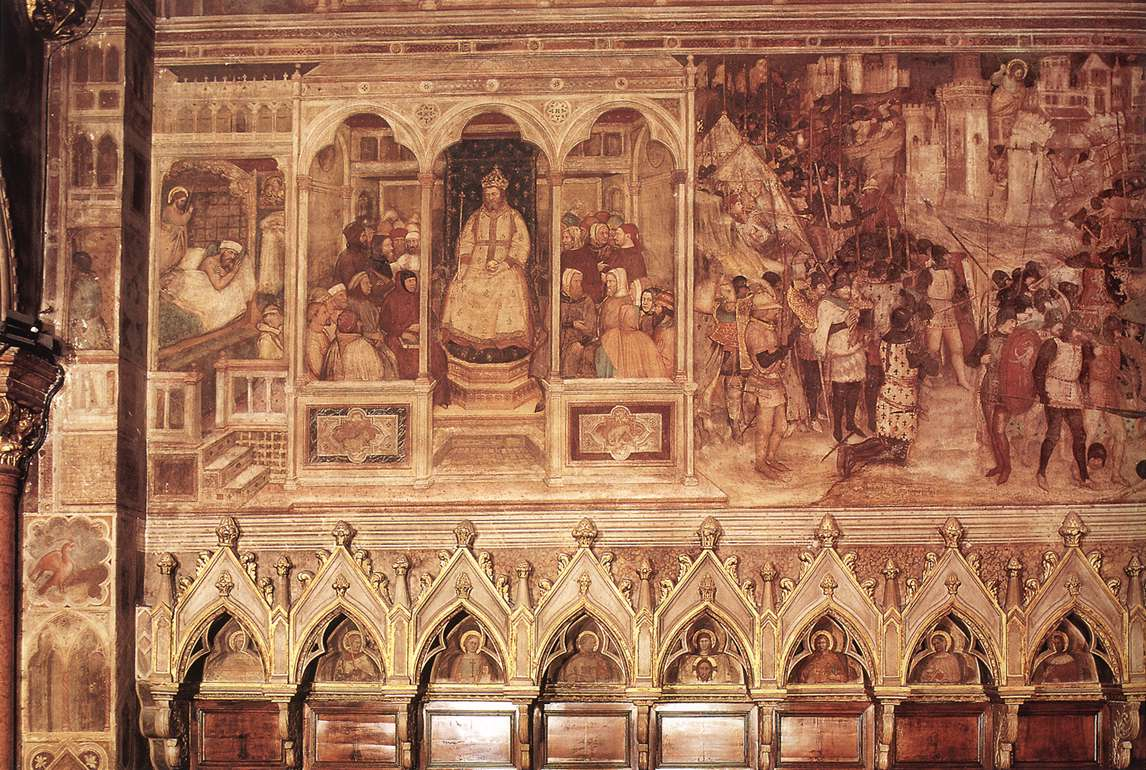
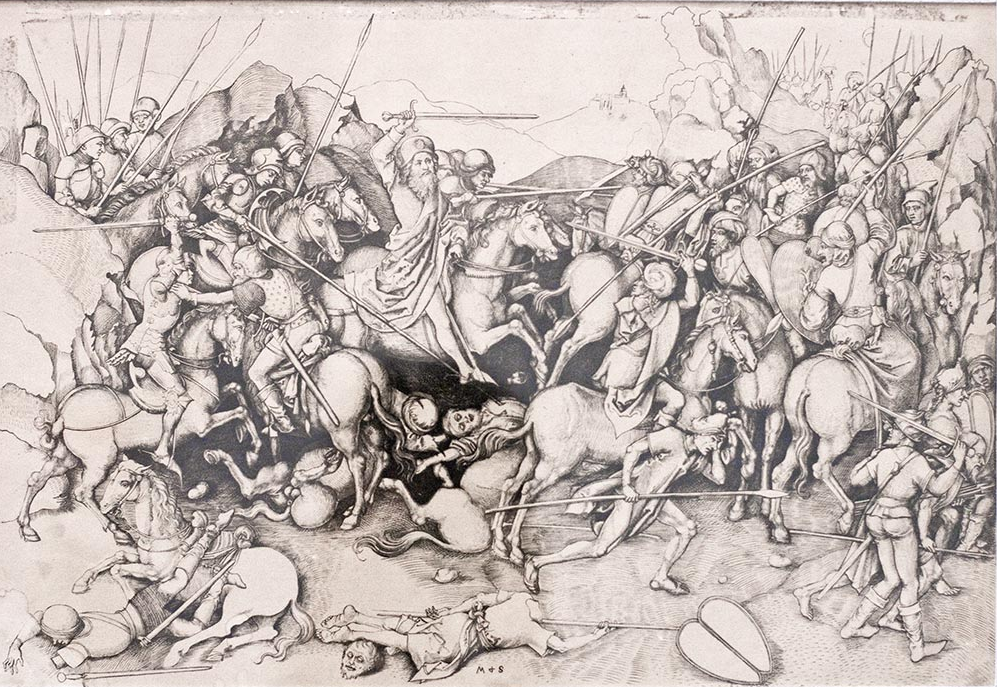